# أحمد باقر
أحمد يعقوب يوسف باقر العبد الله (مواليد 1952) عضو سابق في مجلس الأمة الكويتي ووزير سابق و عضو حالي في مجلس الأعلى للتخطيط والتنمية ورئيس مجلس امناء جامعة ميونخ التقنية في دولة الكويت، يعتبر من أبرز السياسيين في الكويت.

## المؤهلات العلمية
- بكالوريوس صيدلة من جامعة الإسكندرية 1975م
- ماجستير صيدلة بريطانيا 1978م
- شهادة الرقابة الدوائية من السويد سنة 1980م.

## المناصب الحكومية
| يناير 2009                      |
| ------------------------------- |
| وزير التجارة و الصناعة          |
| وزير دولة لشؤون مجلس الأمه      |
| مايو 2008                       |
| وزير التجارة و الصناعة          |
| وزير دولة لشؤون مجلس الأمه      |
| 2003                            |
| وزير العدل                      |
| البلدية                         |
| 2001                            |
| وزير الأوقاف و الشؤون الإسلامية |
| وزير العدل                      |

## البرلمان
فاز بعضوية مجلس الأمة في الأعوام :
1985 - 1992 - 1996 - 2003 - 2006 كلها بمركز الأول الا مرتين بمركز الثاني
- تولى رئاسة مجلس الأمة بعدة جلسات
- تولى امانة سر مجلس الامه عده سنوات
- تولى رئاسة عدد من اللجان البرلمانية الهامة مثل التشريعية و المالية و الصحية و لجنة التحقيق في الاحتلال العراقي للبلاد